# Matzen (Bitburg)

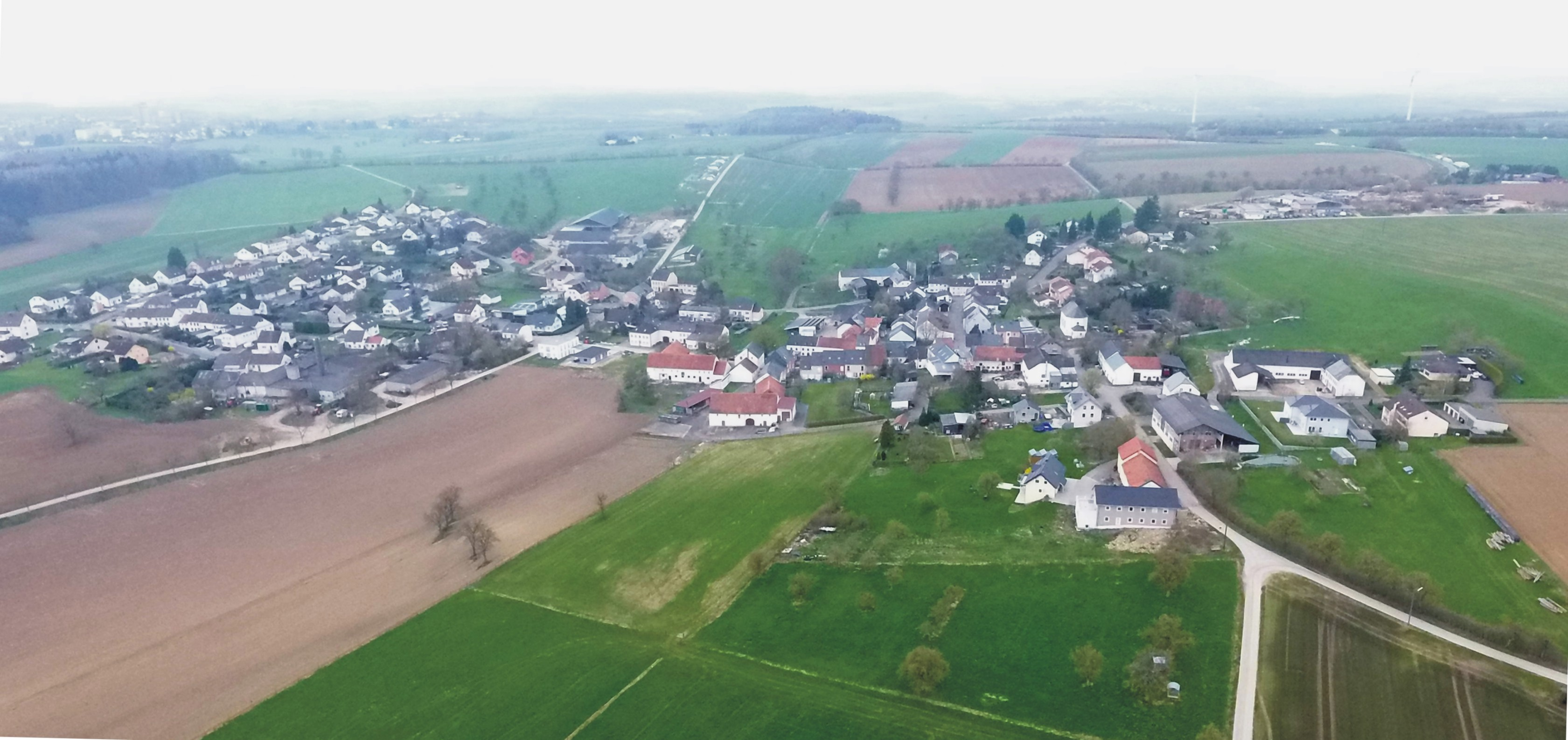
Luftbild von Matzen

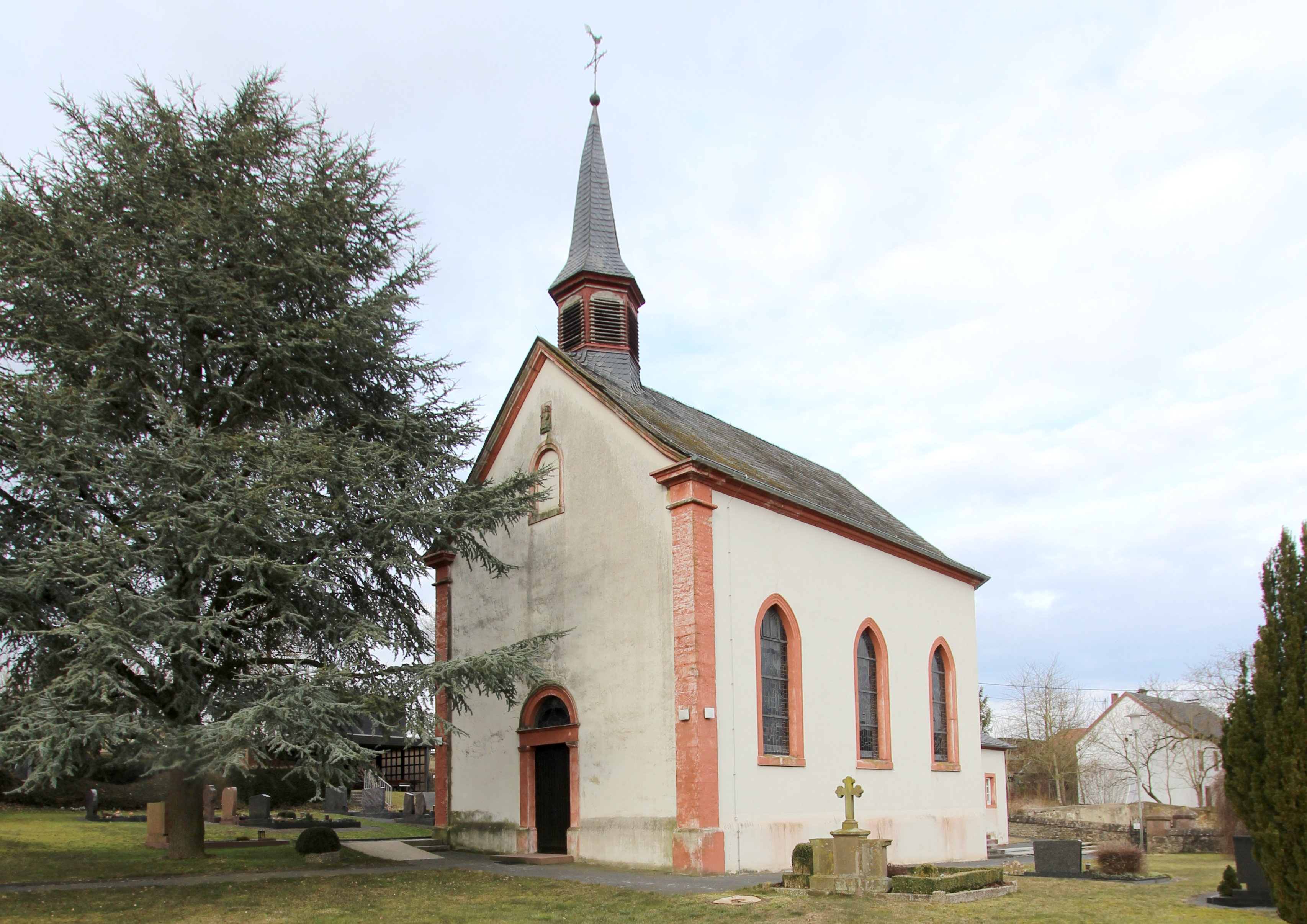
Kirche Sankt Donatus

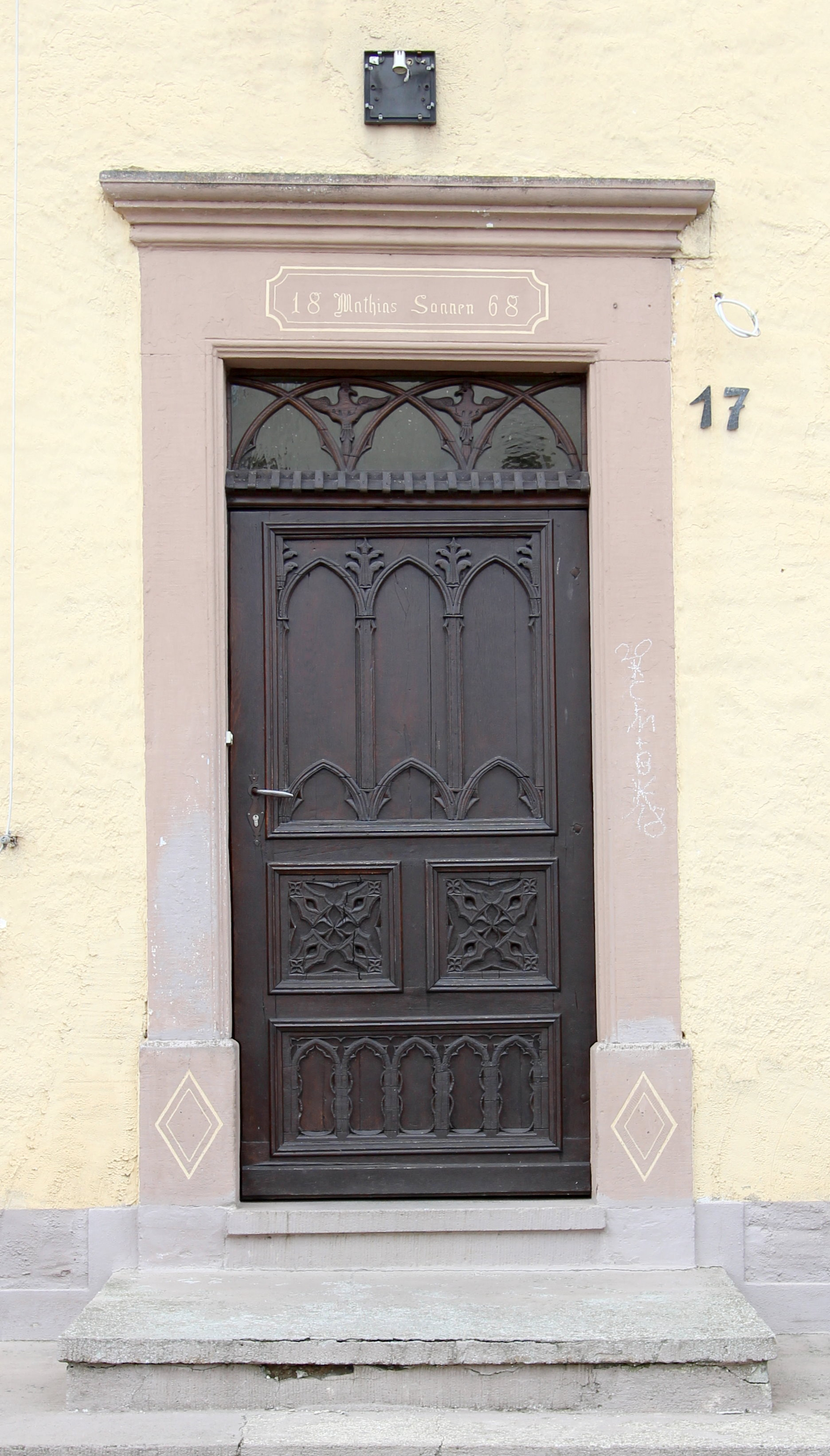
Lerchenstraße 17, Portal und Tür

Matzen ist ein Stadtteil (Ortsbezirk) von Bitburg im Eifelkreis Bitburg-Prüm in Rheinland-Pfalz. Bis 1969 war Matzen eine eigenständige Gemeinde.

## Geographie
Der Ort liegt in der Eifel nordöstlich von Bitburg-Stadtmitte. Durch Matzen verläuft der Matzenbach, ein rechter Zufluss der Kyll.
Zu Matzen gehören auch die Wohnplätze Anwändershof, Kempenhof, Sonnenhof (Gaststätte und Villa) sowie die Waldsiedlung.

## Geschichte
Südlich von Matzen existierte vor rund 1000 Jahren das Dorf Ewen. Dieses starb während des Dreißigjährigen Krieges aus und gilt heute als Wüstung.
Seit 1436 war der Ort dann mit allen Rechten und Pflichten der Pfarrei Rittersdorf zugeordnet und bleibt es auch bis zum Jahre 1806.
Napoleon enteignete im Jahre 1802 den kirchlichen Besitz und versteigerte diesen. Am 5. April 1815 wird Matzen dem Königreich Preußen zugeordnet, nachdem es 700 Jahre zu den Niederlanden und Luxemburg gehört hatte.
Im Rahmen der Verwaltungsreform, die am 7. Juni 1969 in Kraft trat, wurde die ehemals selbständige Gemeinde in die Stadt Bitburg eingegliedert.

## Politik

### Ortsbezirk
Matzen ist gemäß Hauptsatzung einer von sechs Ortsbezirken der Stadt Bitburg. Der Ortsbezirk umfasst das Gebiet der ehemaligen Gemeinde. Die Interessen des Ortsbezirks werden durch einen Ortsbeirat und durch einen Ortsvorsteher vertreten.

### Ortsbeirat
Der Ortsbeirat besteht aus acht Mitgliedern, die bei der Kommunalwahl am 9. Juni 2024 in einer personalisierten Verhältniswahl gewählt wurden, und dem ehrenamtlichen Ortsvorsteher als Vorsitzendem.
Die Sitzverteilung:
| Wahl | SPD | CDU | Grüne | FW | LS (*1) | FBL (*2) | Gesamt  |
| ---- | --- | --- | ----- | -- | ------- | -------- | ------- |
| 2024 | 0   | 2   | –     | 1  | –       | 5        | 8 Sitze |
| 2019 | –   | 1   | 1     | –  | 1       | 4        | 7 Sitze |
| 2014 | 1   | 1   | –     | –  | 1       | 4        | 7 Sitze |
| 2009 | 2   | 1   | –     | –  | –       | 4        | 7 Sitze |
| 2004 | 2   | 2   | –     | –  | 0       | 3        | 7 Sitze |

### Ortsvorsteher
Harald Grommes (FBL) wurde am 2. Juli 2024 Ortsvorsteher von Matzen. Bei der Direktwahl am 9. Juni 2024 hatte er sich mit einem Stimmenanteil von 71,0 % gegen eine Mitbewerberin durchsetzen können.
Der Vorgänger von Harald Grommes, Paul Sonnen, hatte das Amt am 3. September 2019 übernommen. Bei der Direktwahl am 1. September 2019 war er mit einem Stimmenanteil von 76,7 % gewählt worden. Sonnens Vorgänger waren Hermann Josef Fuchs (2009–2019) und Josef Sonnen (1994–2009).

## Kultur und Sehenswürdigkeiten

### Bauwerke
- Katholische Filialkirche St. Donatus von 1846
- Über das Stadtteilgebiet sind mehrere Wegekreuze verteilt.
- Der Ortskern ist Standort einiger historischer Wohnhäuser und alter Bauernhöfe (siehe: Denkmalzone Donatusstraße (Matzen)).

Siehe auch: Liste der Kulturdenkmäler in Matzen

### Grünflächen und Naherholung
- Wander- und Fahrradrouten in und um Matzen[15][16]

### Regelmäßige Veranstaltungen
- Jährliches Kirmes- bzw. Kirchweihfest
- Traditionelles Ratschen oder Klappern am Karfreitag und Karsamstag
- Höttebrennen am ersten Wochenende nach Aschermittwoch (sogenannter Scheef-Sonntag)[17][18]

## Persönlichkeiten
- Marina Mohnen (* 1978), Rollstuhl-Basketballspielerin